# Brian Ferreira
Brian Federico Ferreira (Buenos Aires, 24 maggio 1994) è un calciatore argentino, centrocampista svincolato.

## Carriera

### Club
Proveniente dalle sue giovanili, debutta nel 2011 nella massima serie argentina con il Vélez Sarsfield, con cui nel 2013 ha anche giocato 2 partite in Coppa Libertadores; in seguito ha giocato ulteriori 3 partite in questa competizione, per poi passare nel 2016 all'Olimpo, altra formazione della massima serie argentina.
Nel 2017 passa al Johor Darul Ta'zim, in Malaysia, dove gioca anche 2 partite nei turni preliminari di AFC Champions League; sempre nel medesimo anno gioca anche 7 partite nella prima divisione ecuadoriana con il Fuerza Amarilla, mentre l'anno seguente milita nella seconda divisione cilena col Coquimbo Unido. Nel 2019 si trasferisce in Indonesia.

### Nazionale
Nel 2011 ha preso parte al campionato sudamericano Under-17, nel quale ha segnato un gol in 8 presenze conquistando anche un secondo posto; sempre nello stesso anno ha partecipato inoltre ai Mondiali Under-17, nei quali ha segnato una rete in 3 presenze.